# 314e brigade d'infanterie
Cet article court présente un sujet plus développé dans : 157e, 133e et 134e division d'infanterie (France).
La 314e brigade d'infanterie est une unité militaire française de la Première Guerre mondiale. Créée en avril 1915, elle est rattachée successivement aux 157e, 133e et 134e divisions d'infanterie, jusqu'à sa dissolution en novembre 1916.

## Rattachement
- 157e division d'infanterie d'avril 1915 à mars 1916[1]
- 133e division d'infanterie de mars à août 1916[2]
- 134e division d'infanterie d'août à novembre 1916[3]
- Dissoute en novembre 1916

## Composition
La brigade est initialement constituée des 32e bataillon de chasseurs alpins, 102e bataillon de chasseurs à pied, 107e bataillon de chasseurs alpins et 116e bataillon de chasseurs alpins. La 157e DI est réorganisée en octobre 1915 : la 314e brigade échange les 32e BCA et 107e BCA avec le 402e régiment d'infanterie de la 313e brigade.
En mars 1916, le 402e RI quitte la brigade et est remplacé par le 250e régiment territorial d'infanterie.
En août 1916, la brigade perd le 102e BCP et le 116e BCA, et reçoit le 56e régiment territorial d'infanterie.